# ناحیه فولتون، میشیگان
ناحیه فولتون (به انگلیسی: Fulton Township) یک منطقهٔ مسکونی در ایالات متحده آمریکا است که در شهرستان گراتیت، میشیگان واقع شده‌است.
 ناحیه فولتون ۹۲٫۶ کیلومتر مربع مساحت و ۲٬۴۱۳ نفر جمعیت دارد و ۲۲۴ متر بالاتر از سطح دریا واقع شده‌است.